# 哈利斯泰鄉

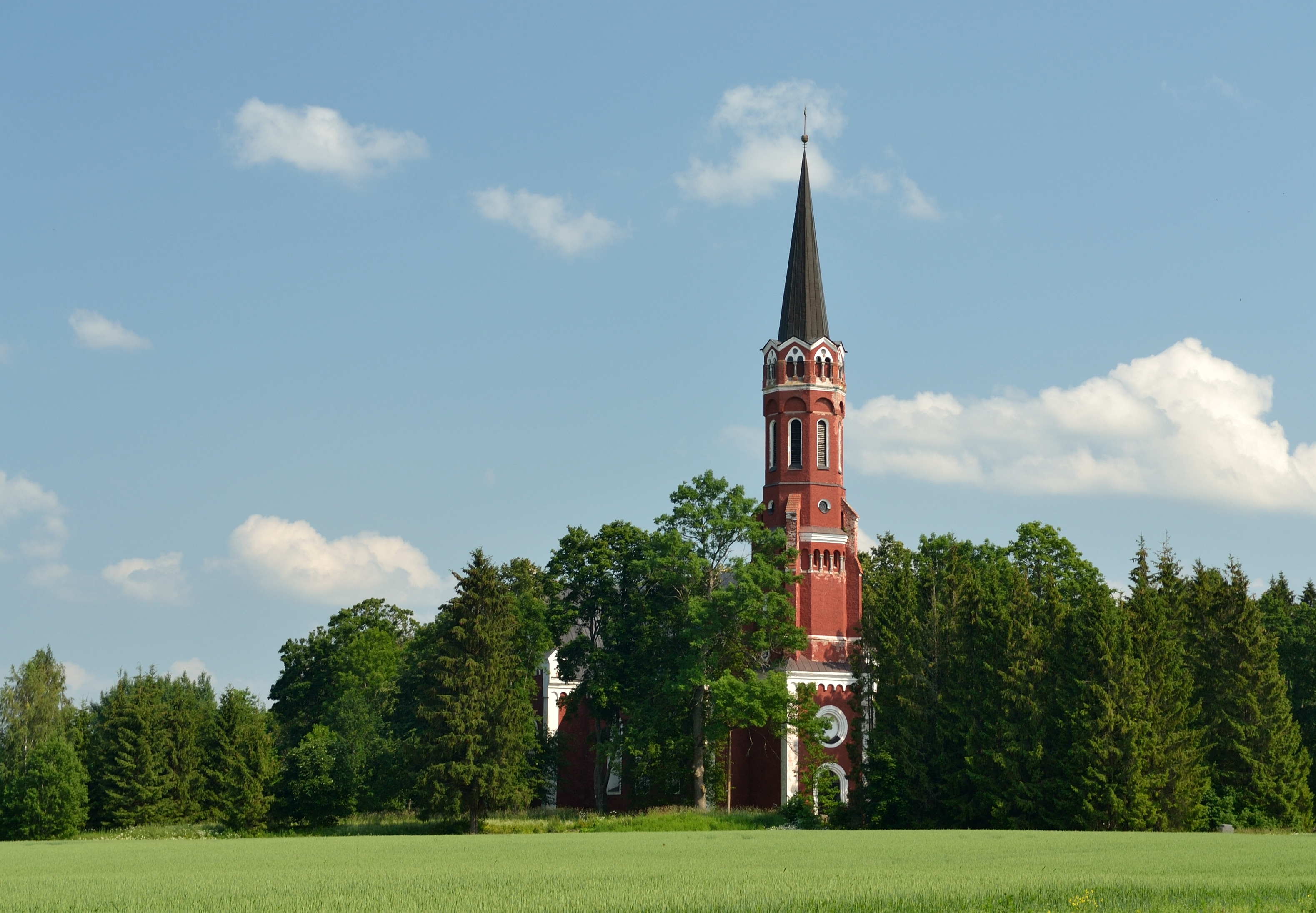
哈利斯泰教堂

哈利斯泰鄉，曾是愛沙尼亞維爾揚迪縣的一個鄉村型市镇，位於該國南部，行政中心設於哈利斯泰，面積267平方公里，2009年人口1,808，人口密度每平方公里7人。
2017年爱沙尼亚行政改革后，哈利斯泰市镇与其他市镇一起合并为新的穆尔吉市镇。
58°9′52″N 25°26′25″E / 58.16444°N 25.44028°E